# Biografisch Woordenboek van Nederland
Das Biografisch Woordenboek van Nederland 1880–2000 (BWN) (deutsch: Biographisches Wörterbuch der Niederlande) ist eine niederländische Nationalbiographie, die zwischen 1979 und 2009 in sechs Teilen herausgegeben wurde. Sie umfasst die Kurzbiographien von 2071 namhaften Niederländern des 20. Jahrhunderts sowie des ausgehenden 19. Jahrhunderts. Sie ist das Nachfolgeprojekt des Nieuw Nederlandsch Biografisch Woordenboek (NNBW) und geht auf eine Initiative des Historikers Ivo Schöffer zurück. Das Werk ist abgeschlossen. Einträge zu Personen aus der Zeit von 1780 bis 1830 werden seit 2010 im Projekt Biografisch Woordenboek van Nederland 1780–1830 erarbeitet.
Das biografische Nachschlagewerk ist seit 2002 auf der Internetseite des Instituut voor Nederlandse Geschiedenis (Institut für Niederländische Geschichte, ING) kostenlos zugänglich.